# Betula chinensis
Betula chinensis är en björkväxtart som beskrevs av Carl Maximowicz. Betula chinensis ingår i släktet björkar, och familjen björkväxter. Inga underarter finns listade.
Arten förekommer i nordöstra Kina i provinserna Shanxi, Shandong, Shaanxi, Hebei, Gansu, Henan, Liaoning och Nei Mongol samt på Koreahalvön. Den växer i kulliga områden och i bergstrakter mellan 700 och 3000 meter över havet. Vädret i regionen är varmt till tempererat. Betula chinensis ingår vanligen i lövskogar.
Denna björk är vanligen utformad som en buske eller som ett träd med en höjd upp till fem meter. Den är känslig för frost och den behöver regn med jämna mellanrum under hela året. Typiskt för arten är ett djupt rotsystem. När Betula chinensis är utformad som buske klarar den torka oftast bättre.
För beståndet är inga hot kända och dessutom planteras arten inom skogsbruket. Björkens täta trä ha olika användningsområden, till exempel som mortelstöt eller som axel för enklare fordon. IUCN listar Betula chinensis som livskraftig (LC).

## Bildgalleri

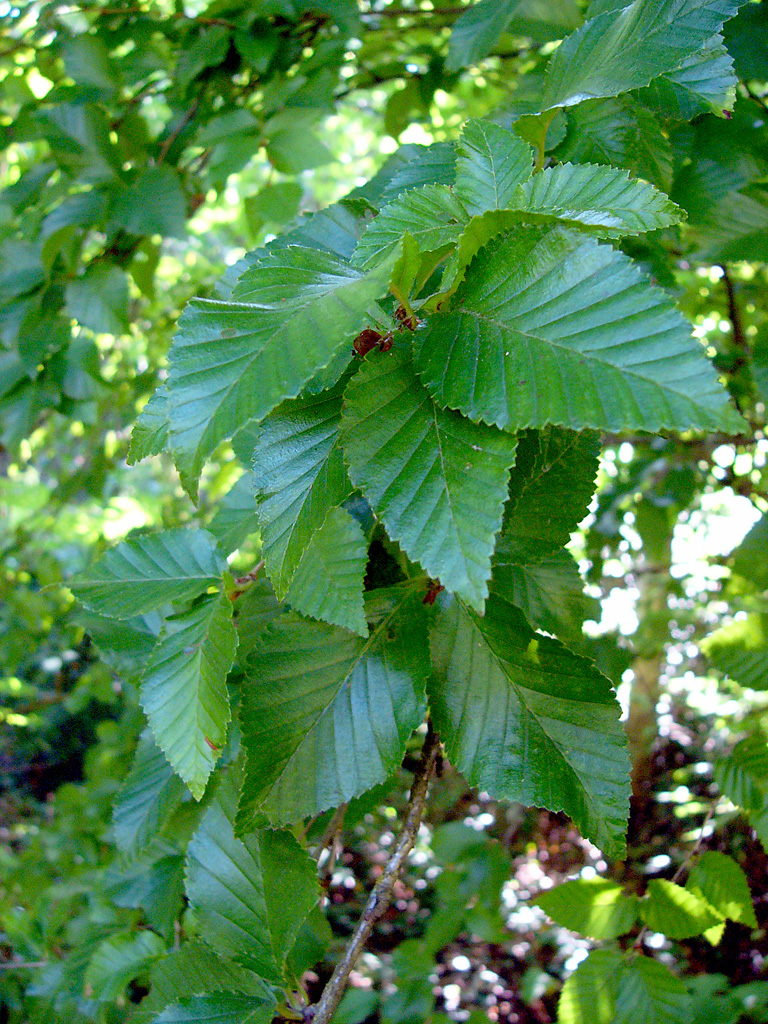